# اسمرالدا پیمنتل
اسمرالدا پیمنتل (نام خانوادگی ماریا اسمرالدا پیمنتل در ۸ سپتامبر 1989) بازیگر و مدل مکزیکی است. او فعالیت رسانه ای خود را در سال ۲۰۰۹ با حضور در تبلیغات و تبلیغات تلویزیونی آغاز کرد. ماریا اسمرالدا پیمنتل در سیوداد گوزمان، جالیسکو، در ۸ سپتامبر ۱۹۸۹ از پدری دومینیکن و مادری مکزیکی به دنیا آمد. در نوزده سالگی او شروع به حضور در تبلیغات تلویزیونی به عنوان یک مدل کرد که در آن برندهای لباس از مکزیک حضور داشتند.